# Saint-Loup (Allier)
Saint-Loup ist eine französische Gemeinde mit 572 Einwohnern (Stand: 1. Januar 2022) im Département Allier in der Region Auvergne-Rhône-Alpes. Sie gehört zum Arrondissement Vichy und zum Kanton Saint-Pourçain-sur-Sioule.

## Geografie
Saint-Loup liegt etwa 22 km nördlich von Vichy am Allier, der die Gemeinde im Westen begrenzt. Umgeben wird Saint-Loup von den Nachbargemeinden La Ferté-Hauterive im Norden und Nordwesten, Saint-Gérand-de-Vaux im Norden und Nordosten, Montoldre im Osten und Südosten, Varennes-sur-Allier im Süden, Saint-Pourçain-sur-Sioule im Südwesten sowie Contigny im Westen.
Durch die Gemeinde führt die Route nationale 7.

## Bevölkerungsentwicklung
| Jahr                       | 1962 | 1968 | 1975 | 1982 | 1990 | 1999 | 2006 | 2018 |
| Einwohner                  | 567  | 597  | 578  | 621  | 619  | 585  | 594  | 568  |
| Quellen: Cassini und INSEE |      |      |      |      |      |      |      |      |

## Sehenswürdigkeiten

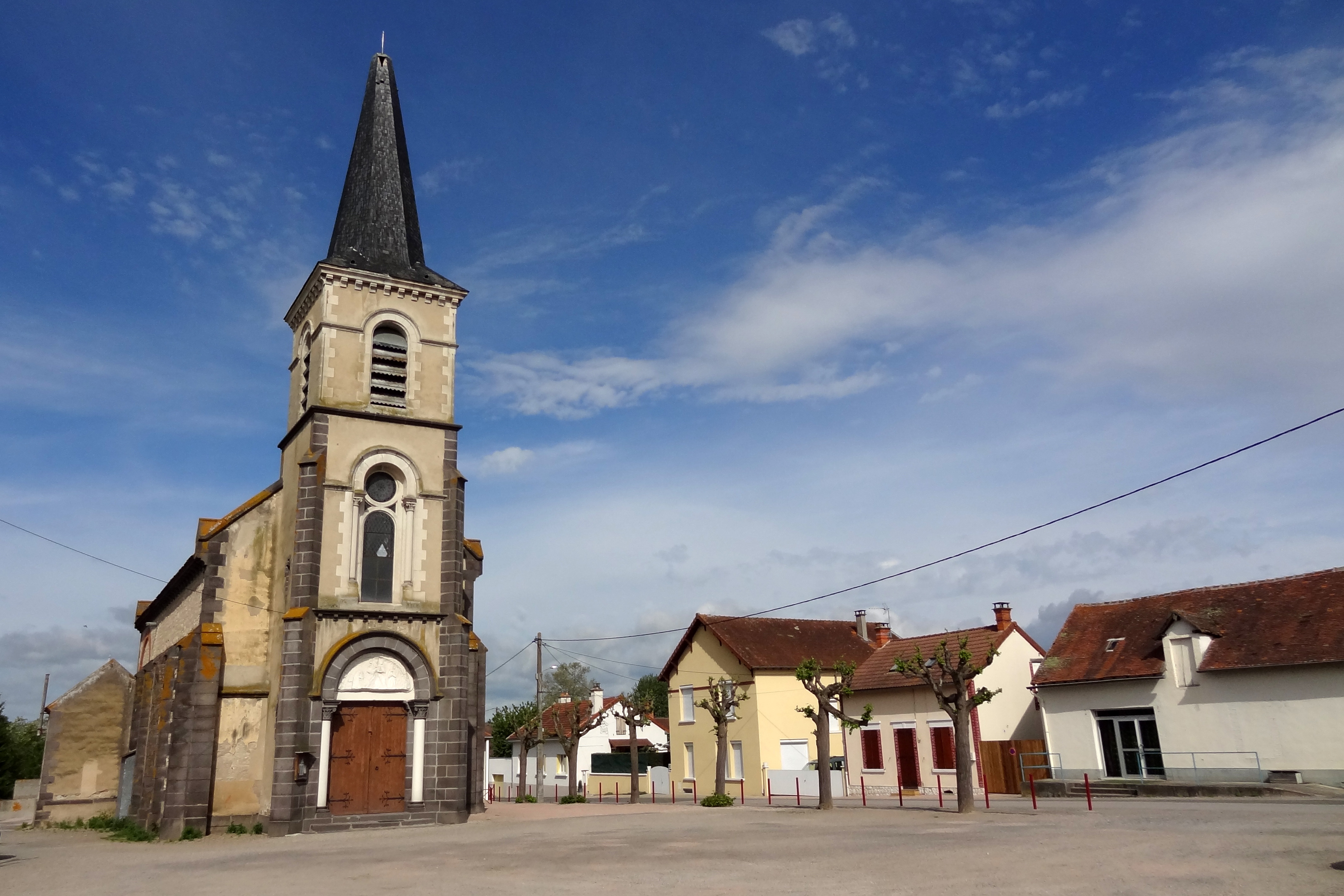
Kirche Saint-Loup

- Kirche Saint-Loup

## Persönlichkeiten
- Louis d’Aurelle de Paladines (1804–1877), General, hier begraben